# Пантелей Башев
Пантелей Гр. Башев е български просветен деец от Македония.

## Биография
Роден е в 1877 година в град Ресен, тогава в Османската империя. Завършва педагогика във Вюрцбург в 1906 и в 1907 година - в Лайпциг. Докато учи в Лайпциг влиза в революционно настроените социалдемократически и антимонархически среди. Поддържа широка кореспонденция и сътрудничи на чуждестранни вестници. Пътува често до българи в Германия, с които установява революционни връзки. Завръща се в България и работи като учител в Дупнишката прогимназия.
Пантелей Башев публикува няколко учебника по география в съавторство с Васил Ранков.